# Gettysburg (Dél-Dakota)
Gettysburg város az USA Dél-Dakota államában, Potter megyében, melynek megyeszékhelye is. Lakosainak száma 1104 fő (2020. április 1.).

## Népesség
A település népességének változása:
| Lakosok száma | 936  | 1162 | 1104 |
|               | 1910 | 2010 | 2020 |